# Frimatic-De Gribaldy
El equipo Frimatic-De Gribaldy, conocido posteriormente como Hoover-De Gribaldy, fue un equipo ciclista francés que compitió profesionalmente entre el 1968 y 1971. Estaba dirigido por el exciclista Jean de Gribaldy.

## Principales resultados
- Cuatro Días de Dunkerque: Jean Jourden (1968)
- Ruban Granitier Breton: Guy Ignolin (1968)
- Trofeo de los Escaladores: Jean Jourden (1968)
- GP Ouest France-Plouay: Jean Jourden (1968, 1969)
- Trofeo Baracchi: Herman Van Springel y Joaquim Agostinho (1969)
- Gran Premio de Mónaco: Jacques Cadiou (1969)
- Gran Premio de Denain: Joseph Mathy (1969)
- Tour del Alto Var: René Grelin (1970)
- Vuelta a Portugal: Joaquim Agostinho (1970, 1971)

### En las grandes vueltas
- Vuelta a España
  - 0 participaciones:

- Tour de Francia
  - 3 participaciones (1969, 1970, 1971)
  - 4 victorias de etapa:
    - 3 el 1969: Joaquim Agostinho (2), Pierre Matignon
    - 1 el 1970: Mogens Frey

  - 0 victorias final:
  - 0 clasificaciones secundarias:

- Giro de Italia
  - 0 participaciones